# Lista de regiões administrativas do Distrito Federal por população
Esta é uma lista de regiões administrativas do Distrito Federal brasileiro por população segundo o Censo 2022 do IBGE.
A Ceilândia é a região administrativa (R.A) mais populosa do Distrito Federal. São 287.023 habitantes, seguido de Samambaia com 218.840 habitantes e o Plano Piloto com 198.697 habitantes.
Já as menos populosas, são o SIA, com 5.131 habitantes, seguido do Varjão, com 8.609, e Fercal, com 10.268 habitantes.

Mapa do Distrito Federal com as regiões administrativas.

| Posição | Região administrativa   | km²   | População |
| ------- | ----------------------- | ----- | --------- |
| 1       | Ceilândia               | 192,9 | 287 023   |
| 2       | Samambaia               | 99,61 | 218 840   |
| 3       | Plano Piloto            | 435,9 | 198 697   |
| 4       | Taguatinga              | 62,88 | 193 367   |
| 5       | Planaltina              | ...   | 179 960   |
| 6       | Gama                    | 274,9 | 139 467   |
| 7       | Águas Claras            | ...   | 128 486   |
| 8       | Guará                   | ...   | 120 641   |
| 9       | Santa Maria             | ...   | 116 622   |
| 10      | Recanto das Emas        | ...   | 115 550   |
| 11      | Sol Nascente/Pôr do Sol | ...   | 101 866   |
| 12      | São Sebastião           | ...   | 98 612    |
| 13      | Vicente Pires           | ...   | 96 871    |
| 14      | Sobradinho II           | ...   | 82 785    |
| 15      | Jardim Botânico         | ...   | 77 767    |
| 16      | Sobradinho              | ...   | 72 273    |
| 17      | Riacho Fundo II         | ...   | 65 658    |
| 18      | Itapoã                  | ...   | 65 408    |
| 19      | Paranoá                 | ...   | 63 923    |
| 20      | Brazlândia              | ...   | 55 561    |
| 21      | Sudoeste/Octogonal      | ...   | 44 354    |
| 22      | Arniqueira              | ...   | 42 320    |
| 23      | Lago Norte              | ...   | 32 379    |
| 24      | Riacho Fundo            | ...   | 39 552    |
| 25      | SCIA                    | ...   | 36 042    |
| 26      | Lago Sul                | ...   | 26 244    |
| 27      | Cruzeiro                | ...   | 25 741    |
| 28      | Park Way                | ...   | 22 289    |
| 29      | Núcleo Bandeirante      | ...   | 21 636    |
| 30      | Candangolândia          | 6,620 | 14 040    |
| 31      | Fercal                  | 154,8 | 10 268    |
| 32      | Varjão                  | 1,650 | 8 609     |
| 33      | SIA                     | 28,99 | 5 131     |